# Trajanova in Herkinbaldova pravica
Trajanova in Herkinbaldova pravica je bil sklop štirih velikih tabel, ki jih je naslikal flamski slikar Rogier van der Weyden in so krasile eno steno sodne dvorane v mestni hiši v Bruslju. Predstavljale so rimskega cesarja Trajana pravico (legendarna epizoda v življenju cesarja Trajana, ki temelji na pripovedi Kasija Diona (Epitome iz knjige LXVIII, 10. poglavje) in pravico Herkinbalda, legendarnega vojvode Brabanta. Table so bile namenjene opominu sodnikom na nepristransko pravičnost in so jih občudovale generacije obiskovalcev, vključno z Albrechtom Dürerjem. Uničene so bile, ko so Francozi leta 1695 bombardirali mesto, zdaj pa so znane le iz opisov in kopije tapiserije v Zgodovinskem muzeju v Bernu.
Delo naj bi Van der Weydna zanimalo že nekaj let in naj bi bilo v zasnovi in izvedbi v velikosti in  spretnosti enako Gentski oltarGentskemu oltarju]] Jana van Eycka. Table so bile zabeležene in opisane v številnih virih do 17. stoletja; še posebej podrobni so bili napisi na okvirjih, ki so verjetno enaki tistim na robovih tapiserije.

## Opis
Vsaka tabla je bila visoka približno 3,35 m, skupaj pa so bile približno 10,6 m široke. Tema tabel je bila pravičnost, zaščitena z božjim posredovanjem. Zdi se, da se legendi o Trajanu in Herkinbaldu prvič pojavljata leta 1308 v Alphabetum Narrationum ('Abeceda pravljic'), zbirki več kot 800 zgodb, ki jih pripisujejo Arnoldu iz Liégea (prej Etiennu de Besançonu), urejene po temah in namenjene biti osnova za pridige. Tema Iustitia (pravičnost) je vključevala prav ti dve legendi, čeprav je legenda o Trajanu podana v nekoliko drugačni različici od tiste, prikazane na slikah in tapiseriji.
Na prvem odseku je bila prikazana vdova, ki prosi Trajana za umor njenega sina in Trajan ukaže usmrtitev vojaka, ki ga je obtožila ženska (v zgodbi v Alphabetum Narrationum je Trajan vdovi ponudil sina kot nadomestek za umorjenega sina ). Druga tabla je upodobila zgodbo v Zlati legendi o papeža Gregorja I. čudežnem vstajenju in spreobrnitvi Trajana in ga tako izpustil iz Vic. Prikazan je Gregor, ki drži Trajanovo izkopano lobanjo, v kateri je bil jezik čudežno ohranjen in je tako lahko izrekel smrtno kazen, kar dokazuje pravičnost tega stavka. Znano je, da se je van der Weyden v tej sceni upodobil kot opazovalec. Tretja tabla je upodobila Herkinbalda na smrtni postelji, ki prereže grlo svojemu nečaku, ki je zagrešil posilstvo. Četrta tabla je prikazala, da je Herkinbald čudežno sprejel hostijo, kljub temu da noče priznati uboja svojega nečaka kot grešno dejanje.
Tako Nikolaj Kuzanski (leta 1453) kot Dubuisson-Aubenay (v 1620-ih) sta omenila, da je delo vsebovalo avtoportret, za katerega se na splošno verjame, da je bil reproduciran v odlomku Herkinbald ubija svojega nečaka.

## Tapiserija
Tapiserija je iz leta 1450 meri 461 x 1053 cm  in je bila verjetno tkana bodisi v Tournaiju bodisi v Bruslju, dveh pomembnih središčih izdelave tapiserij in obeh povezanih z van der Weydnom. To je stenska tapiserija, tkana iz volne, svile ter zlate in srebrne niti.
Naročil jo je George Saluzzo ob imenovanju za škofa v Lozani leta 1440. Saluzzo je želel tapiserijo, ki prikazuje prizore pravičnosti za sodno dvorano nad svojo kapiteljsko hišo. Očitno je vedel, da je van der Weyden te prizore naslikal in jih naročil kopirati. To ni bila natančna kopija, ampak najstarejše preživelo delo, ki prikazuje iste prizore.
V odlomkih, ki prikazujejo papeža Gregorja I., je eden od navzočih bolj fino in skrbno obdelan kot drugi, to pa je skoraj zagotovo kopija avtoportreta, ki ga je van der Weyden prvotno vključil v svojo sliko. Je eden od le dveh avtoportretov, ki sta preživela, oba kot kopiji (druga ima dve različici) Van der Weydna. Campbell pripomni, da daje boljši vtis o prezirljivem videzu van der Weydna kot drugi.

## Galerija
- Heinrich Aldegrever, eden od Mali mojstri, ki sledi Albrechtu Dürerju, prikazuje Herkinbalda na smrtni postelji, kako ubija svojega nečaka, krivega za posilstvo.